# Henry Diltz

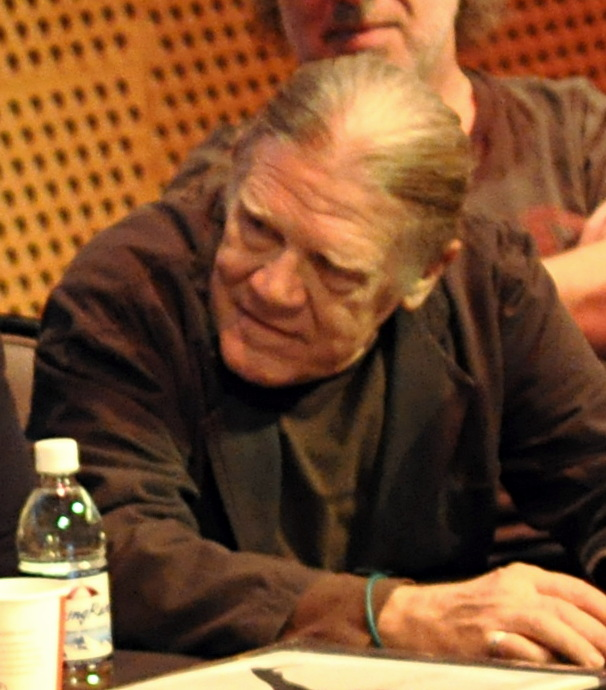
Henry Diltz (2010)

Henry Stanford Diltz (* 6. September 1938 in Kansas City (Missouri)) ist ein US-amerikanischer Folkmusiker (Gesang, Banjo, Gitarre, Klarinette) und Fotograf. Er gilt als „der offizielle Fotograf des Woodstock-Festivals“.

## Leben
Mitte der 1960er war Diltz Mitglied des Modern Folk Quartet. Er wohnte im Laurel Canyon in den Hügeln von Los Angeles, wo zahlreiche Musiker lebten, darunter David Crosby, Stephen Stills, Joni Mitchell, Frank Zappa und viele mehr. Aus einer Laune heraus kaufte er sich eine gebrauchte Kamera und begann, sein Umfeld zu fotografieren. Er konnte ein Foto der Gruppe Buffalo Springfield für 100 $ an ein Magazin verkaufen und wurde „der“ Szenefotograf des Canyon.
Er war offizieller Fotograf bei den Festivals Monterey Pop und Woodstock, und seine Arbeiten wurden erschienen in der New York Times, Los Angeles Times, Life, People, Rolling Stone, High Times und Billboard.
Fotos von Diltz sind auf vielen (manche Quellen sprechen von über 200) Schallplattencovern zu sehen, etwa auf dem Debütalbum von Crosby, Stills & Nash, auf Morrison Hotel der Doors und auf Sweet Baby James von James Taylor. Für das "Morrisson Hotel"-Cover hätten die Doors Ärger bekommen können, denn der Hotelmanager hatte für das Foto keine Erlaubnis gegeben.
2001 war Diltz Mitgründer der „Morrison Hotel Gallery“, die Werke bekannter Fotografen ausstellt und vertreibt.
2013 erschien die Filmdokumentation „Legends of the Canyon“, durch die Diltz als Erzähler führt.

### Albumcover
- „Deliver“ – The Mamas & The Papas (1967)[8]
- „Dream A Little Dream“ – Mama Cass (1968)[9]
- „Richard Pryor“ – Richard Pryor (1968)[10]
- „Crosby, Stills & Nash“ – Crosby, Stills & Nash (1969)[11]
- „Stephen Stills“ – Stephen Stills (1970)[12]
- „Sweet Baby James“ – James Taylor (1970)[13]
- „Homecoming“ – America (1972)[14]
- „Desperado“ – Eagles (1973)[15]
- „Morrison Hotel“ – The Doors (1973)[16]
- „Jackson Browne“ – Jackson Browne (1975)[17]
- „When You're Strange: A Film About The Doors (Songs From The Motion Picture)“ – The Doors (2010)[18]
- „Don't Ever Leave Me Like You Do“ – The Dwells (2013)[19]
- „Live At Woodstock“ – Creedence Clearwater Revival (2019)[20]